# ФК Кешла
ФК Кешла је азербејџански фудбалски клуб из Бакуа који се такмичи у 
Премијер лиги Азербејџана.

## Историја
Фудбалски клуб Кешла основан је 1997. године, под именом Универзитет Хазар. Наиме, те године Универзитет Хазар - први приватни универзитет у Азербејџану, основао је клуб са истим именом као и универзитет, и придружио се аматерској лиги Азербејџана. У тој лиги је играо 2 године, да би у сезони 1999/00. ФК Универзитет Хазар почео да игра у Азербејџанској Премијер лиги и заузео је 11 место. Наредне године Интер је завршио на 7. месту (сезона 2000/01.), а на 3. месту (сезона 2003/04.) и тада је први пут изашао на европску сцену, заигравши у Интертото купу 2004.
Прву европску утакмицу ФК Интер Баку је играо са Брегенцом из Аустрије. Резултат прве утакмице је био 3:0 за Интер, па су другу утакмицу добили рутински са 2:1. У следећем колу Интер је изгубио 3:0 од Тампере јунајтеда из Финске, па иако је другу утакмицу добио са 1:0 испао је из даљег такмичења.
У лето 2004. клуб и званично добија име „Интер Баку Професионални Клуб“ али се касније ипак променило име у „Интер Професионални клуб“ и под тим именом клуб је сезону 2004/05.
завршио на 7. месту, а следеће 2 године клуб завршава на 4. месту.
Најуспешнија сезона за њих је била 2007/08. када су освојили Азербејџанску Премијер лигу, и самим тим стекли право на учешће у квалификацијама за Лигу шампиона 2008/09 године.
У првом колу квалификација су играли са Работнички Кометал из Скопља у Македонији. Прва утакмица у Азербејџану завршена је 0:0, а друга 1:1 па је Интер прошао захваљујући голу постигнутом у гостима.
Препрека у другом колу квалификација је био ФК Партизан. Први мечу је завршио нерешено 1:1, да би у Београду Партизан победом од 2:0 избацио Интер Баку из даљих квалификација за Лигу шампиона. 

## Трофеји
- Првак Азербејџана (2) :
  - 2007/08, 2009/10.

## Интер у европским такмичењима
| Сезона  | Такмичење     | Коло        | Клуб           | Резултат            |
| ------- | ------------- | ----------- | -------------- | ------------------- |
| 2004    | Интертото куп | 1. коло     | Брегенц        | 3-0, 2-1            |
|         |               | 2. коло     | Тампере        | 0-3, 1-0            |
| 2008/09 | Лига Шампиона | 1. коло кв. | Работнички     | 0-0, 1-1            |
|         |               | 2. коло кв. | Партизан       | 1-1, 0-2            |
| 2009/10 | Лига Европе   | 1. коло кв. | Спартак Трнава | 1-2, 1-3            |
| 2010/11 | Лига Шампиона | 2. коло кв. | Лех Познањ     | 0-1, 1-0 (пен. 8-9) |
| 2012/13 | Лига Европе   | 1. коло кв. | Нарва Транс    | 2-0, 5-0            |
|         |               | 2. коло кв. | Астерас        | 1-1, 1-1 (пен. 2-4) |
| 2013/14 | Лига Европе   | 1. коло кв. | Маријехамн     | 1-1, 2-0            |
|         |               | 2. коло кв. | Тромсе         | 1-0, 0-2            |
| 2014/15 | Лига Европе   | 1. коло кв. | Тираспољ       | 3-1, 3-2            |
|         |               | 2. коло кв. | Елфсборг       | 1-0, 0-1 (пен. 3-4) |
| 2015/16 | Лига Европе   | 1. коло кв. | Лачи           | 0-0, 1-1            |
|         |               | 2. коло кв. | Хафнафјордур   | 2-2, 2-1            |
|         |               | 3. коло кв. | Атлетик Билбао | 0-2, 0-0            |